# Vlag van Edegem
De vlag van Edegem werd door de gemeenteraad op 29 april 1982 officieel vastgesteld als de gemeentelijke vlag van de Antwerpse gemeente Edegem. Op 6 juni 1989 werd hij door het Bestuur van Vlaanderen bevestigd en uiteindelijk gepubliceerd op 8 november 1989 in het officiële Belgisch Staatsblad.
Officieel wordt de vlag beschreven als:
Wit met een zwarte leeuw, rood getongd en geklauwd.
De vlag is gebaseerd op het gemeentewapen. De leeuw zijn ontleend uit de Vlaamse vlag.
De vlag dat in Edegem wordt gebruikt, tonen echter een ander ontwerp voor de leeuw, afkomstig uit het gemeentewapen.

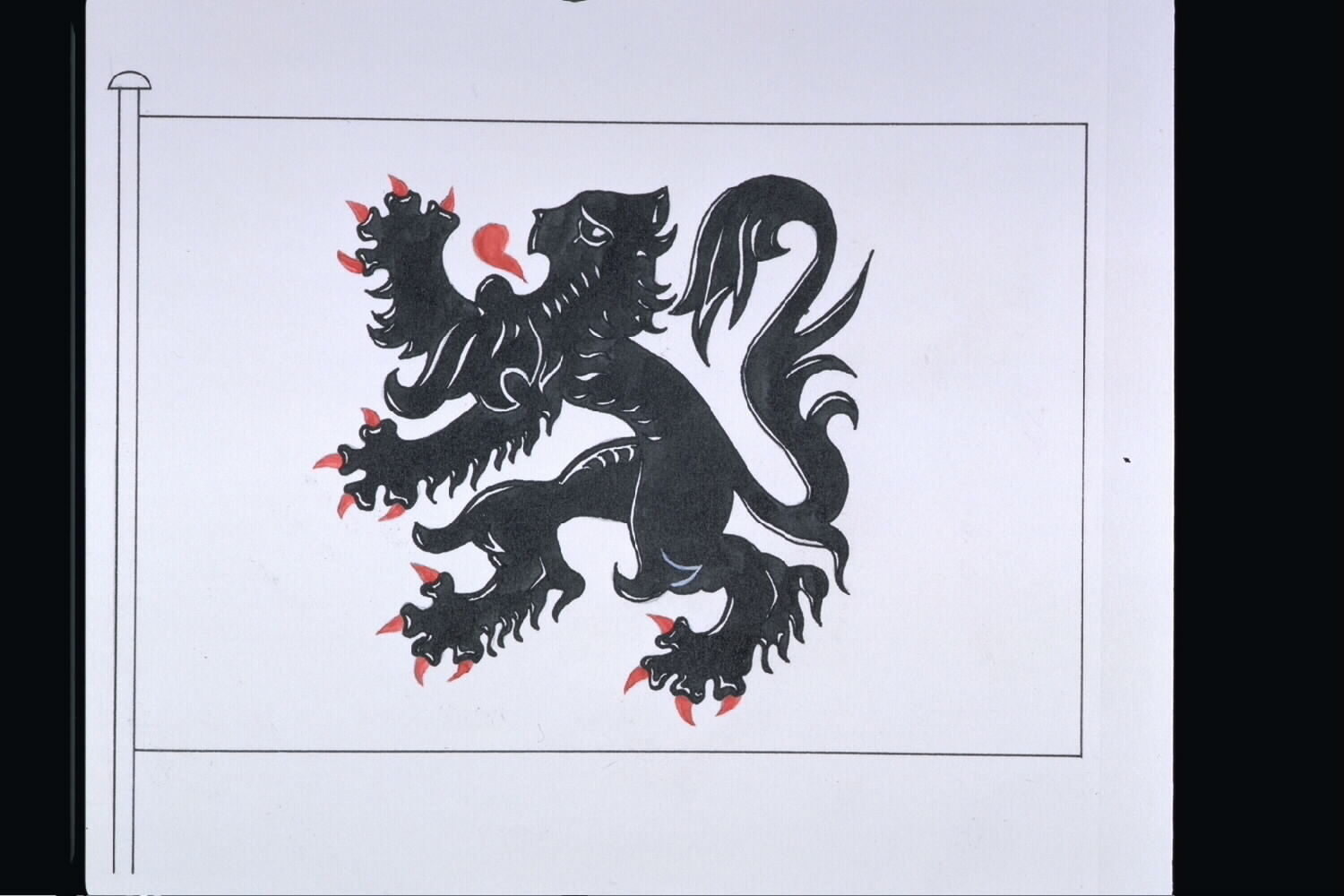
Officiële tekening van de vlag
Vlag gebruikt door de gemeenteraad
Vlag van Vlaanderen